# إبراهيم محمد المفلح
إبراهيم بن محمد بن عبد الله المفلح هو عضو في مجلس الشورى السعودي منذ سنة 1438هـ. وهو مساعد مدير عام إدارة البحوث والدراسات الاقتصادية في الصندوق السعودي للتنمية.

## الحياة التعليمية
درس إبراهيم المفلح بكالوريوس اقتصاد من جامعة الملك سعود عام 1400هـ ثم أكمل دراسته في الماجستير في الاقتصاد من جامعة وسط متشجغان بالولايات المتحدة الأمريكية عام 1984م.

## الحياة المهنية
تدرج إبراهيم المفلح خلال عمله في الصندوق السعودي للتنمية من وظيفة أخصائي اقتصادي إلى مساعد مدير عام إدارة البحوث والدراسات الاقتصادية في الصندوق، ثم شغل منصب مدير تنفيذي مناوب لمجموعة البنك الدولي، وهو عضو أيضاً في عددٍ من مجالس إدارات المؤسسات والصناديق واللجان، منها:
- عضو مجلس الشورى اعتباراً من 3/3/1438هـ.[4]
- مدير عام الهيئة العامة للزكاة والدخل من 1426هـ حتى 1438هــ.[4][5][6]
- مدير تنفيذي مناوب لمجموعة البنك الدولي.[4]
- مساعد مدير عام إدارة البحوث والدراسات الاقتصادية في الصندوق السعودي للتنمية.[4]
- أخصائي اقتصادي في الصندوق السعودي للتنمية.[4]

## وصلات خارجية
- صفحة إبراهيم بن محمد بن عبد الله المفلح على موقع مجلس الشورى السعودي الرسمي.
- صفحة إبراهيم محمد المفلح على موقع جامعة الملك سعود.
- موقع مجلس الشورى السعودي الرسمي.